# 钝叶蔷薇
钝叶蔷薇（学名：Rosa sertata），为蔷薇科蔷薇属下的一个植物变种。